# تشارلز بيرجس فراي

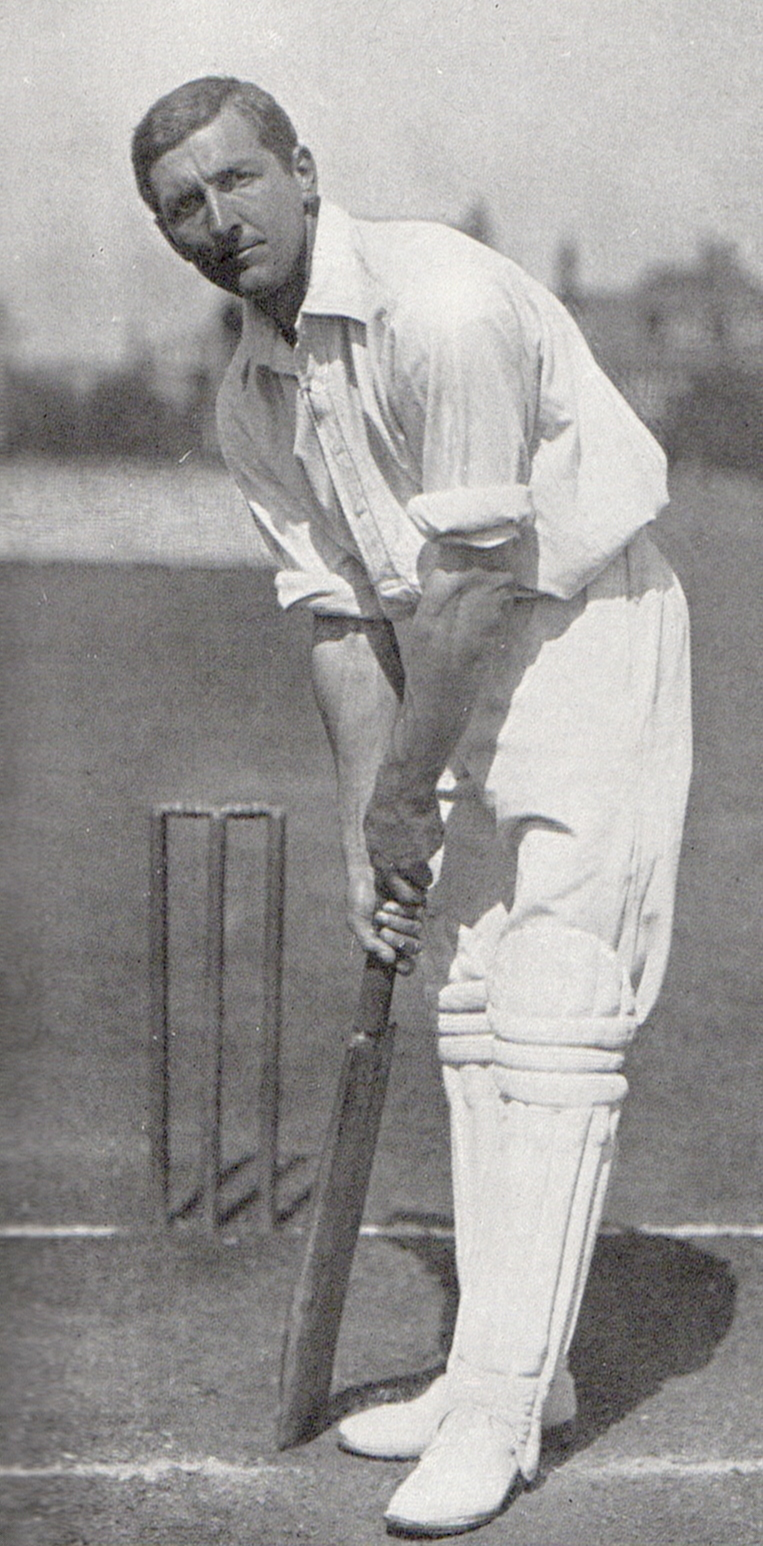
CB Fry batting

فراي، تشارلس بيرجس (1872-1956م). واحد من أفضل الرياضيين البريطانيين، كان لاعبًا كبيرًا في الكريكيت وكرة القدم والرجبي، كما كان لاعبًا في مباريات القفز الطويل.
لعب فراي الكريكيت لصالح مقاطعات سري وسسكس وهامبشاير، كما ظهر في 26 مباراة تجريبية، وكان قائدًا للفريق في تسع منها، وكان أعلى تسجيل له 258 في مقاطعة هامبشاير عام 1911م، كما لعب لصالح إنجلترا مباريات كثيرة في كرة القدم.
كان فراي أيضًا دارسًا وصحفيًا سياسيًا. ولد في كرويدون بلندن ودرس بجامعة أكسفورد.

## روابط خارجية
- تشارلز بيرجس فراي على موقع إي آس بي آن كريك إنفو (الإنجليزية)
- تشارلز بيرجس فراي على موقع قاعدة بيانات كرة القدم.إي يو (الإنجليزية)
- تشارلز بيرجس فراي على موقع ناشيونال فوتبول تيمز (الإنجليزية)